# Morvay Győző
Morvay Győző, 1873-ig Krenek (Pest, 1863. december 29. – Budapest, 1938. november 20.) bölcseleti doktor, irodalomtörténész, főgimnáziumi tanár, iskolaigazgató.

## Élete
Morvay Ferenc okleveles tanító, később magyar királyi állami számellenőr és Meridiesz-Lukasievits Emilia fia. Középiskolai tanulmányait a Budapesti Királyi Katolikus Főgimnáziumban végezte, majd a Budapesti Tudományegyetem hallgatója lett, ahol 1887-ben bölcsészdoktorrá avatták. 1885-ben a 24. sz. vadászoknál végezte katonai szolgálatát, ahonnan mint hadnagy távozott a 43. sz. gyalogezredhez, majd a 10. sz. honvédekhez. 1888-ban és 1890-ben esztétikából, történelemből, latin és német nyelvből és tornatanításból tanári vizsgát tett. 1886–87-ben az Újverbászi Pártfogósági Nyilvános Algimnáziumban, 1887–88-ban a Magyar Királyi Tanárképző Intézet Gyakorló Főgimnáziumában, 1888–89-ben a Nagybecskereki Községi Főgimnáziumban mint helyettes, 1890–93-ban a Nagykikindai Gimnáziumban mint rendes tanár, 1893–97-ben a Nagybányai Magyar Királyi Állami Főgimnáziumban, 1897–98-ban a Budapesti VI. Kerületi Állami Főreáliskolában tanított. 1902 szeptemberében kinevezték a Budapesti III. Kerületi Magyar Királyi Állami Főgimnázium (ma Óbudai Árpád Gimnázium) megbízott igazgatójává, 1905 februárjától pedig a középiskola tényleges igazgatója lett 1926-os nyugdíjba vonulásáig. 1918-ban tankerületi főigazgatói címet kapott. Halálát hurutos tüdőgyulladás okozta.
1882 és 1887 között gyalog bejárta Felső-Magyarországot, Erdélyt és az Alföldet. 1887 után többször beutazta Ausztriát, 1893-ban Olaszországot és Svájcot. Agitációt folytatott Nagybányán egy Petőfi-emléktábla, a Lendvay-szobor, a festőiskola és a millenniumi nevelőintézet létrehozása érdekében.
Felesége baglyasi Plechl Ilona volt, baglyasi Plechl Szilárd tisztifőorvos lánya.

## Munkái
- Az utánzás elvének fejlődése az aesthetika és művészet történetében. Aesthetikai tanulmány. Budapest, 1884. (Pályamunka, megnyerte a budapesti egyetemen a főváros díját).
- Lucifer. Madách-tanulmány (Budapest, 1886)
- A gyermekek munkája (Nagybecskerek, 1889., németül: Nagybecskerek, 1889.)
- Napkirálynő. Fantasztikus idill. (Nagykikinda, 1890)
- A nemzeti nevelésről (Nagykikinda, 1893)
- Egy eltemetett város. (Pompeji). Az ifjuság számára. (Pozsony, 1896)
- A középoktatás története Nagybányán. Vida Aladár előszavával. (Nagybánya, 1896)
- Magyarázó tanulmány az ember tragédiájához (Nagybánya, 1897)
- Az utánzás elve. (Socrates, Plato, Aristoteles). (Nagybánya, 1897., Budapest, 1899)
- Középiskoláink könyvtárai (Budapest, 1898)
- A biblia és a költészet (Budapest, 1898)
- Madách Imre életrajza (Budapest, 1898)
- Válogatott magyar népballadák (Budapest, 1898)
- Az utánzás elve. XVII. század (Budapest, 1898)
- A képzőművészetek története (Budapest, 1901., Gerecze Péterrel együtt. Ifjusági Könyvtár IV.).
- Die Karlinger und Artusepen (Budapest, 1901)
- Galánthai gróf Fekete János (Budapest, 1902, Magyar Történeti Életrajzok) Online
- Byron Magyarországon (Budapest, 1913)

Kéziratban: Az Edda fordítása (1890).

## Írásai
Cikkei 1885-től a Torontál, Torontáli Közlöny, Torontáli Ellenzék, Zsombolyai Lapok, Délmagyarországi Közlöny, Nagybánya és Vidéke, Magyar Nemzet, Turul, A könyv, Katholikus Szemle, Tanulók Lapja c. közlönyökben, a Kikindai Közlönyben (Professor és ember: Salamon Ferencz); a nagybecskereki községi főgymnasium Értesítőjében (1889. Az otthon és az iskola); a nagykikindai nagy gymnasium Értesítőjében (1893. A nemzeti nevelésről és annak nehány hathatósabb eszközéről idegen ajkú vidékeinken): a Tanáregylet Közlönyében (1893. A középiskolai ifjusági könyvtárjegyzék javítása és 1894. A könyvtárjegyzék); a Középiskolában (1893. A jövő országos egyesület, A tanáregyesület reformja, Felekezeti községi intézetek és az állam); a Magyar Paedagogiában (1894. A középiskolánkban használatos diarium kezeléséről, 1895. A prózai és költői olvasmányok szóbeli reproductiójáról, Az iskolai fegyelmi szabályok fölolvasásánál dívó szokások közt melyik a helyesebb? A házi föladatoknak egy napra való torlódásának elkerülése módjáról, Az iskolai bizonyítványok kiosztását kisérő nevelő actusokról, Az iskolai felügyelő vagy censori intézményről); a Magyar Könyv-Szemlében (1896. Két nagybányai régi könyvtár, 1898. Középiskoláink könyvtárai); a Budapesti Szemlében (1897. könyvism.); az Irodalomtörténeti Közleményekben (1901. Galánthai gróf Fekete János).